# Sagamihara
La ciudad de Sagamihara (相模原市 Sagamihara-shi?) es una ciudad (市, shi) de la prefectura de Kanagawa, en Japón. Pertenece al Área del Gran Tokio. Sagamihara es una ciudad industrial, donde se producen principalmente productos químicos, aparatos electrónicos, conservas y otros productos metálicos.
En 2010, tenía censo de 717 561 habitantes, y su densidad de población era de 2182 habitantes por km². Su área total es de 328,84 km².
Recibió el estatuto de ciudad el 20 de noviembre de 1954. El 20 de marzo de 2006, Sagamihara se fusionó con las ciudades vecinas de Tsukui y Sagamiko. El 11 de marzo de 2007, Sagamihara se fusionó con las ciudades vecinas de Shiroyama y Fujino.
Yuki Tsunoda, piloto del equipo Red Bull Racing de Fórmula 1, nació en la ciudad.

## Ciudades hermanas
Sagamihara está hermanada con las siguientes ciudades:
- Wuxi, China (1985)
- Toronto, Canadá (1991)